# Claveria (Misamis Oriental)
Claveria (Bayan ng Claveria) är en kommun i Filippinerna. Kommunen ligger på ön Mindanao, och tillhör provinsen Misamis Oriental. Folkmängden uppgår till 41 109 invånare.

## Barangayer
Claveria är indelat i 24 barangayer.
| - Ani-e - Aposkahoy - Bulahan - Cabacungan - Pelaez (Don Gregorio Pelaez) - Gumaod - Hinaplanan - Kalawitan - Lanise - Luna - Madaguing - Malagana | - Minalwang - Mat-I - Panampawan - Pambugas - Patrocenio - Plaridel - Poblacion - Punong - Rizal - Santa Cruz - Tamboboan - Tipolohon |